# Carola Reig i Salvá
Carola Reig Salvá va ser catedràtica de Llengua i Literatura i va exercir com a docent en l'Institut Lluís Vives de València.
Va ser membre de nombre de l'Acadèmia de Cultura Valenciana, i també es va dedicar a escriure i publicar llibres de text de Batxillerat.
Entre les seves obres destaca la biografia del seu avantpassat el bibliòfil Vicente Salvá, amb la qual va guanyar el premi València de Literatura el 1971
Malgrat estar relacionada amb associacions culturals que proclamaven defensar la cultura valenciana, sempre va emprar exclusivament el castellà en els seus escrits.
Des del 1999 existeix una biblioteca a la ciutat de València que porta el seu nom, la Biblioteca Municipal Carola Reig Salvá, situada al carrer Francisco Martínez, 32 i 34, en el districte postal 46020, al barri de Benimaclet.

## Obres
- El cantar de Sancho II y el cerco de Zamora (tesi doctoral). Revista de Filología Española, Anejo 37. Madrid: CSIC, 1947
- «Correspondencia bibliográfica de Moratín a Salvá». El Correo Erudito, I, 1940, p. 290-292
- Vicente Salvá: un valenciano de prestigio internacional. València: Institució Alfons el Magnànim - CSIC, 1972
- Los escritores del Reino de Valencia. València: Anúbar, 1977